# Mallocera simplex
Mallocera simplex är en skalbaggsart som beskrevs av White 1853. Mallocera simplex ingår i släktet Mallocera och familjen långhorningar. Inga underarter finns listade i Catalogue of Life.